# 1972年夏季奥林匹克运动会锡兰代表团
1972年夏季奥林匹克运动会锡兰代表团是锡兰派出的1972年夏季奥林匹克运动会代表团。

## 射击
混合50米步枪卧射
- Daya Rajasinghe Nadarajasingham